# アシールガル城

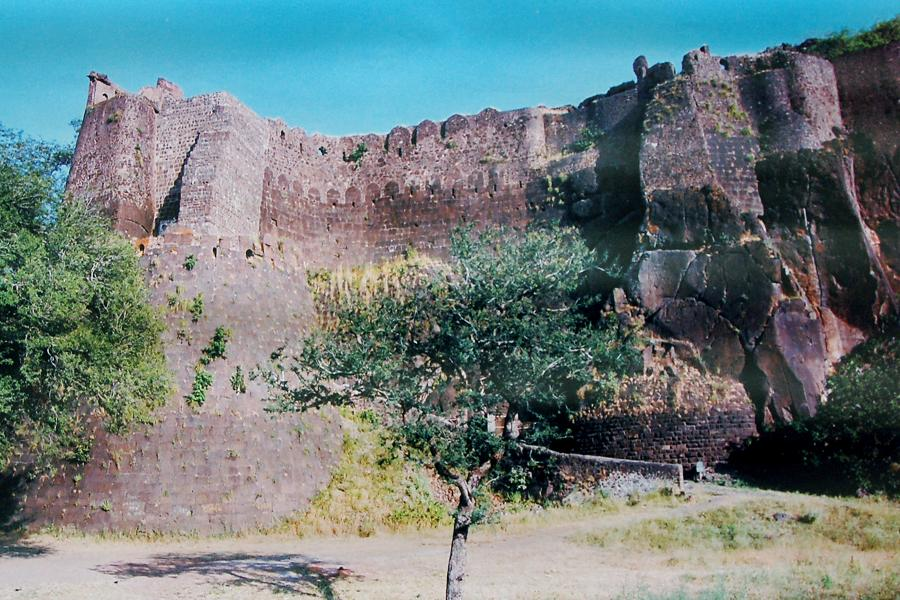
アシールガル城

アシールガル（ヒンディー語：असीरगढ़ क़िला、英語：Asirgarh Fort）は、インドのマディヤ・プラデーシュ州、ブルハーンプル県の都市ブルハーンプルにある城。

## 歴史
この城の歴史は古く、プリトヴィーラージの詩にも登場する
14世紀後半以降、ハーンデーシュ・スルターン朝の拠点となる城の一つとして使用された。
1536年、ムガル帝国の皇帝フマーユーンがグジャラート・スルターン朝に対する遠征ののち、ここに一時滞在した。
1600年4月18日、ハーンデーシュ・スルターン朝の首都ブルハーンプルが帝国に占領された際、この城も占領された。